# Kledi Kadiu
Kledi Kadiu, noto semplicemente come Kledi (Tirana, 7 aprile 1974), è un ballerino, attore, coreografo, insegnante di danza e direttore artistico albanese naturalizzato italiano.
Diplomato al Teatro nazionale dell'opera e del balletto di Tirana, Kledi diviene noto al grande pubblico come ballerino professionista e insegnante di danza ad Amici di Maria De Filippi.
Negli anni è primo ballerino in spettacoli coreografati da Veronica Peparini, Fabrizio Monteverde, Mvula Sungani, e balla al fianco di Susanna Salvi, Anbeta Toromani, Amilcar Moret Gonzalez, Nicola Del Freo e Virna Toppi, fondando la compagnia Free Dance Company.
Parallelamente intraprende la carriera da attore, recitando in film diretti da Andrea Barzini, Carlo A. Sigon e nel film autobiografico La nave dolce, regia di Daniele Vicari, presentato alla 69ª Mostra internazionale d'arte cinematografica di Venezia. 

## Biografia
Da giovanissimo è stato ammesso all'Accademia Nazionale di Danza dove si è diplomato in danza classica e moderna nel 1992. Nello stesso anno è entrato a far parte del corpo di ballo del Teatro nazionale dell'opera e del balletto di Tirana dove ha ricoperto, fin dall'inizio, ruoli solistici in balletti di repertorio quali Giselle, Lo schiaccianoci, Don Chisciotte e Dafni e Cloe. Con la caduta della Repubblica Popolare Socialista d'Albania nel 1991 la sua famiglia ha tentato di emigrare in Italia, partendo da Durazzo con la nave Vlora l’8 agosto del 1991, ma è stata rimpatriata cinque giorni dopo.
La prima esperienza televisiva in Italia è stata nel 1996, venendo inserito l'anno successivo nel corpo di ballo di Buona Domenica condotto da Maurizio Costanzo. Nel corso delle prove generali di un passo a due per la trasmissione, Maria De Filippi chiese al ballerino di esibirsi a C'è posta per te; Kadiu lo farà sino agli inizi degli anni 2000. Nel 2001 è tra i ballerini professionisti del nuovo programma di De Filippi Amici di Maria De Filippi, ricoprendo il ruolo sino al 2010, lavorando al fianco di Alessandra Celentano, Garrison Rochelle, Maura Paparo, Steve La Chance, Marco Garofalo e ballando con Rossella Brescia, Amilcar Moret Gonzalez, Martina Nadalini e Anbeta Toromani. Nel 2004 fonda la propria scuola di danza, la Kledi Dance.
Nel 2005 esordisce al cinema con Passo a due, diretto da Andrea Barzini e coreografato da Mauro Mosconi, a cui è seguito nel 2006 il film La cura del gorilla, diretto da Carlo A. Sigon, recitando al fianco di Claudio Bisio. Nello stesso anno Kledi è stato il protagonista della fiction televisiva Ma chi l'avrebbe mai detto recitando con Ornella Muti e Katia Ricciarelli.
Nel 2006 è nata la sua compagnia Free Dance Company che ha presentato lo spettacolo Cattivi Pensieri con le coreografie di Veronica Peparini. Nella stagione teatrale 2007-2009 è primo ballerino in Giulietta e Romeo di Fabrizio Monteverde con il Balletto di Roma,esibendosi nei principali teatri italiani. Nel 2009 esce il libro autobiografico dal titolo Meglio di una favola, che nel maggio dello stesso anno riceve a Napoli il premio Elsa Morante Ragazzi, ed è direttore artistico dello spettacolo coreografato da Veronica Peparini per lo spettacolo della sua compagnia Di-dentro.
Dal 2010 al 2013 conduce su Rai 5 Progetti di danza. Tra il 2010 e il 2011 è primo ballerino in Non solo Bolero di Mvula Sungani. Nel 2012 recita nel film documentario sullo sbarco degli albanesi in Italia La nave dolce, diretto da Daniele Vicari. A settembre 2012 al Festival del Cinema di Venezia è uno dei protagonisti e testimoni del film di Daniele Vicari La nave dolce, vincitore del premio della critica Pasetti.  Nella stagione teatrale 2013-2014 è protagonista in Contemporary Tango con il Balletto di Roma, coreografato da Milena Zullo.
A novembre 2013 fino a maggio 2017 diventa uno dei docenti di danza della scuola di Amici di Maria De Filippi in onda su Canale 5. Nell'inverno 2016 torna in prima serata in qualità di capitano-squadra, insieme a Rudy Zerbi, Stefano De Martino, Maurizio Zamboni e Attilio Fontana, e nella prima stagione di Pequeños gigantes, talent show per bambini condotto da Belén Rodríguez su Canale 5.
Nel luglio 2021 è coordinatore e coreografo dello spettacolo Carla Fracci Mon Amour, gala di danza ideato da Silvia Frecchiami in cui era prevista l'esibizione Carla Fracci; per via della scomparsa della Fracci il 27 maggio 2021, lo spettacolo fu convertito in un tributo all'artista il 26 agosto 2021 a Cervia, in cui partecipano tra i vari ballerini Susanna Salvi, Anbeta Toromani, Amilcar Moret Gonzalez, Giulia Stabile, Nicola Del Freo e Virna Toppi. Nel 2022 è giudice nell'ottava stagione di Dancing with the Stars Albania, mentre nel 2023 conduce il Festivali i Këngës 2023, festival della canzone in Albania. Dal 2023 è coreografo della trasmissione Splendida cornice di Geppi Cucciari su Rai 3.

## Vita privata
Il 28 giugno 2018 si è sposato con Charlotte Lazzari, ballerina e insegnante di yoga, con la quale ha avuto due figli, Lea (2016) e Gabriel (2021). La coppia vive a Rimini. 

## Filantropia
Nel 2009 diventa testimonial 2009-2010 del progetto Pigotta per l’UNICEF. Nel 2010 Kledi è testimonial degli eventi Albania-Italia Due popoli, un mare, un’amicizia. A maggio 2011 Kledi si è recato in missione con UNICEF in Bangladesh.

## Filmografia

### Film
- Passo a due, regia di Andrea Barzini (2005)
- La cura del gorilla, regia di Carlo A. Sigon (2006)
- La nave dolce, regia di Daniele Vicari (2012)

### Televisione
- Ma chi l'avrebbe mai detto – serie TV (2007)

## Programmi televisivi
- Buona Domenica (Canale 5, 1996-2000) - ballerino
- C'è posta per te (Canale 5, 1997-2002) - ballerino
- Amici di Maria De Filippi (Canale 5, 2001-2010, 2013-2017) - ballerino professionista (2001-2010), insegnante di danza e coreografo (2013-2017)
- Striscia la notizia (Canale 5, 2005) - conduttore
- Notre Dame di Paris dalla Scala di Milano (Rai 5, 2013) - conduttore
- Step – Passi di danza  (Rai 5, 2013) - conduttore
- Progetti di danza (Rai 5, 2010-2013) - conduttore
- Pequeños gigantes (Canale 5, 2016) - caposquadra
- Just Dance World Cup (Real Time, 2017) - giurato
- Dancing with the Stars Albania (Top Channel, 2022-2023) - conduttore
- Festivali i Këngës 2023 (RTSH, 2023) - conduttore
- Splendida cornice (Rai 3, dal 2023) - coreografo

## Teatro

### Primo ballerino
- Giselle. Teatro nazionale dell'opera e del balletto di Tirana (1992)
- Lo schiaccianoci. Teatro nazionale dell'opera e del balletto di Tirana (1992)
- Don Chisciotte. Teatro nazionale dell'opera e del balletto di Tirana (1992)
- Dafni e Cloe. Teatro nazionale dell'opera e del balletto di Tirana (1992)
- Cattivi Pensieri, coreografie di Veronica Peparini. Tour in Italia (2006)
- Romeo e Giulietta di William Shakespeare, regia e coreografie di Fabrizio Monteverde. Tour italiano (2007-2009)
- Non solo Bolero, regia e coreografie di Mvula Sungani. Tour in Italia (2010-2011)
- Contemporary Tango, coreografie di Milena Zullo. Tour italiano (2013)[26]
- Di-dentro, regia di Kledi Kadiu, coreografie di Veronica Peparini. Tour in Italia (2009)

### Direttore artistico

#### Free Dance Company
- Cattivi Pensieri, regia di Kledi Kadiu, coreografie di Veronica Peparini. Tour in Italia (2006)
- Di-dentro, regia di Kledi Kadiu, coreografie di Veronica Peparini. Tour in Italia (2009)
- Danzano le stelle, regia di Kledi Kadiu, coreografie di Silvia Frecchiami. Darsena di San Giuliano di Rimini (2021)
- Carla Fracci Mon Amour, gala di danza ideato da Silvia Frecchiami, regia di Kledi Kadiu. Piazza Garibaldi di Cervia (2021)

## Videoclip
- Non vergognarsi mai di Lucio Dalla (1999)
- Vamos a bailar di Paola & Chiara (2000)
- Guardarti dentro di Alexia (2008)

## Opere
- Meglio di una favola. La mia vita, Milano, Mondadori, 27 gennaio 2009, ISBN 8804584483.

## Riconoscimenti
- 2004 – Premio Gino Tani – Miglior artista dell'anno
- 2004 – Alta Onorificenza di "Ambasciatore della Nazione" ricevuta dal Presidente della Repubblica d'Albania, Alfred Moisiu
- 2006 – Ginestra d'Oro – Miglior ballerino dell'anno
- 2010 – Premio "Ariston Proballet 2010"
- 2010 – "Premio Acqui Danza 2010" per aver con intelligenza e determinazione fatto conoscere in maniera inusuale il mondo della danza accademica ad un pubblico vasto ed eterogeneo come quello televisivo, ponendosi come personale ed inconsueto ambasciatore
- 2012 – Premio della critica Pasetti al Festival del Cinema Venezia per il film di Daniele Vicari La nave dolce
- 2012 – Titolo di "Grande Maestro" dal Presidente della Repubblica di Albania Bamir Topi per la sua attività artistica e per aver contribuito alla divulgazione della danza a livello internazionale